# Carlo Montù
Carlo Montù (* 10. Januar 1869 in Turin; † 19. Oktober 1949 in Bellagio) war ein italienischer Offizier, Flieger, Politiker, Ingenieur, Fußballspieler und Sportfunktionär.

## Leben
Vom 1. Oktober 1886 bis 7. März 1889 besuchte Carlo Montù die Militärakademie in Turin und verließ sie als Fähnrich der Artillerie. Im Anschluss besuchte er die Spezialausbildung für Artillerie in Turin, ehe er 1890 als Leutnant zunächst nach Alessandria ins 11º reggimento artiglieria versetzt wurde. Als Sportler wurde er auf eigenen Wunsch in die Heimat zurückversetzt, kehrte nach Turin zurück, heiratete, spielte von 1891 bis 1898 bei Internazionale Torino Fußball – u. a. im Endspiel um die Italienische Fußballmeisterschaft 1898, das Internazionale gegen den CFC Genua nach Verlängerung verlor.
Montù war als Berufssoldat einer der ersten Staatsamateure Italiens. Parallel hierzu machte er seinen Abschluss als Elektroingenieur und war 1897 einer der letzten Diplomanden Galileo Ferraris. Er arbeitete sodann an der Elektrifizierung der Eisenbahn, lernte Fliegen und gehörte zu den Gründern des Aeroclub Torino. Er schloss sich der Verfassungsliberalen Partei an und wurde für die 23. Legislaturperiode von 1909 bis 1913 in das Italienische Abgeordnetenhaus gewählt.
1911 wurde Montù als Hauptmann der Artillerie reaktiviert und gehörte dem Expeditionsheer nach Libyen an. Aufgrund seiner Erfahrung als Flieger wurde er bei der Luftaufklärung und dem Abwurf von Granaten eingesetzt. Am 31. Januar 1912 war er bei Tobruk weltweit der erste Flieger, der vom Boden aus beschossen und getroffen wurde – er flog die Doppeldeckermaschine nur 9 Meter über dem Boden, konnte aber noch hinter den eigenen Reihen sicher landen. Montù wurde hoch dekoriert und kehrte nach Italien zurück. Mit Beginn des Ersten Weltkrieges wurde er reaktiviert und in der Ausbildung der Luftwaffe (Scuola Aviatori) eingesetzt. 1916 wurde er als Kommandant einer Bombergeschwaders zum Oberstleutnant, 1918 zum Oberst befördert und kämpfte überwiegend an der französischen Front. Im Ersten Weltkrieg wurde er mehrfach wegen Tapferkeit ausgezeichnet. Nach Ende des Krieges wurde er Zivilkommandant der Region Cividale del Friuli, ehe er in den Ruhestand trat. Er schrieb bzw. gab die ersten 14 Bände der monumentalen Geschichte der italienischen Artillerie von der Renaissance bis zum Ersten Weltkrieg heraus. Im Jahre 1943 wurde er im Rang eines Divisionsgenerals als Antifaschist für den Kampf gegen die deutsche Besetzung Italiens reaktiviert und ohne eigenes Kommando dem Generalstab zugeordnet. Er erhielt eine Vielzahl von militärischen Auszeichnungen. Im WorldCat sind 44 verschiedene Bücher von ihm katalogisiert.

## Karriere im Sport
Durch seine Prominenz als Fußballspieler und Flieger wurde Montù 1913 in das Internationale Olympische Komitee gewählt, worin er bis 1939 die Interessen Italiens vertrat. Von 1913 bis 1929 war er auch der Präsident des Regio Rowing Club Italiano und von 1913 bis 1927 der Präsident des Italienischen Ruderverbandes. 1915 wurde er Vizepräsident des CONI, sodass er 1920–1921 nach dem Rücktritt des CONI-Präsidenten Carlo Compans de Brichanteau kommissarischer Präsident des CONI wurde. Er reorganisierte das Nationale Olympische Komitee und gab ihm weitgehend seine noch heute gültige Form als Verband der Verbände, sodass nicht nur die Olympiamannschaft aufgestellt wird, sondern das gesamte Sporttreiben mit allen staatlichen Sportstätten in die Zuständigkeit des CONI fallen. Er verlagerte den Verbandssitz von Turin nach Rom und empfahl den Fachverbänden, sich in der Nähe anzusiedeln. Obwohl er sich mit dem Vorsitz des Nationalen Fechterverbandes (1919–1923) die Voraussetzungen geschaffen hatte, als Präsident des CONI gewählt zu werden, blieb es beim kurzzeitigen Engagement als Kommissarischer Präsident. Er hatte die Finanzierung einer großen italienischen Olympiamannschaft von 1920 organisiert, führte die Mannschaft in Antwerpen, überwarf sich jedoch bei der IOC-Session 1921 in Lausanne mit Coubertin, sodass er aus Ärger von allen nationalen olympischen Ämtern zurücktrat und statt seiner der Vertreter des Fußballs, Francesco Mauro, zum neuen CONI-Präsidenten gewählt wurde. Coubertin wollte seine letzten Olympischen Spiele als Präsident im heimatlichen Paris haben, Montù hingegen in Rom. Da Montù einer Freimaurer-Loge angehörte, war er bei den Faschisten eine persona non grata; er vertrat jedoch bis Kriegsbeginn weiter Italien im IOC. 1928 hatte er sich in die selbstgewählte Isolation an den Comer See zurückgezogen. Von 1945 bis 1949 war er als Anti-Faschist erneut Präsident des italienischen Ruderverbandes. Der von ihm gestiftete Ruder-Jugendpokal (Coppa Montù) wird bis heute ausgetragen.

## Ehrungen
- 1912 Tapferkeitsmedaille (Italien) in Silber (Libyenfeldzug)
- 1912 Erinnerungsmedaille an den italienisch-türkischen Krieg
- 1912 Beförderung wegen Verdienste im Kriege
- 1916 Tapferkeitsmedaille (Italien) in Silber (Erster Weltkrieg) (persönliche Tapferkeit vor dem Feind)
- 1915–1918 Tapferkeitsmedaille (Italien) in Silber (Erster Weltkrieg)
- 1915–1918 Tapferkeitsmedaille (Italien) in Bronze (Erster Weltkrieg)
- 1915–1918 Tapferkeitsmedaille (Italien) in Bronze (Erster Weltkrieg)
- 1915–1918 Kriegsverdienstkreuz (Italien) (3. Stufe)
- 1915–1918 Distintivo per le fatiche di guerra
- 1915–1918 Erinnerungsmedaille an den italienisch-österreichischen Krieg
- 1918 Interalliierte Siegesmedaille (Italien)
- 1918 Gedenkmedaille zur Einheit Italiens
- 1918 Croce commemorativa del II Corpo d'armata
- 1943 Medaglia commemorativa del periodo bellico 1940–1943
- 1943–1945 Distintivo della guerra di liberazione in corso contro i tedeschi
- 1943–1945 Medaglia commemorativa della guerra di liberazione
- 1952 Turin errichtet ihm ein Ehrenmal in der Stadt